# 20033 Michaelnoble
20033 Michaelnoble este o planetă minoră (asteroid), cu un diametru de 3,652 km, din centura de asteroizi. A fost descoperită pe 8 august 1992 la centre de recherches en géodynamique et astrométrie⁠(d) de Eric Walter Elst. 
Obiectul prezintă o orbită caracterizată de o semiaxă mare de 2,4152747 UAi, o excentricitate de 0,17, o înclinație de 11,16965 ° în raport cu ecliptica.